# 梶塚隆二
梶塚隆二（日语：／，1888年9月15日—1976年5月3日）是日本侵华战争时期一名陆军军官、医学博士，其最终军衔为陆军军医中将。作为日本早期的细菌战思想家以及细菌武器使用方法的发起人之一，曾极力推动成立专门执行细菌战的731部队，并在作为关东军军医部长期间总体领导了731部队的生物作战研究。在伯力审判中，他曾极力否认自己在日本细菌战中的重要作用，但最终供认部分实情并获判25年有期徒刑。1956年获释被遣返回日本，1976年死亡。

## 生平
梶塚隆二于1888年（明治21年）9月5日出生在宫城县远田郡田尻村（现大崎市）。毕业于宫城县立古川中学（现宫城县古川高中）、第二高等学校。1915年（大正4年）6月，他从东京帝国大学医学部毕业并以二等军医的身份加入步兵第4连队。之后又毕业于陆军军医学校，并在东京帝国大学传染病研究所专攻细菌学与血清学。1916年（大正5年）12月，梶塚隆二转调到山炮第1大队，下一年12月就升任山炮第1连队。1918年（大正7年）2月成为医学院专攻生并与同年12月以一等军医的身份转属步兵第29连队。1924年（大正13年）3月29日，梶塚隆二以论文《斯帕斯卡亚地区乙型副伤寒菌食物中毒调查案例：兼论原因食品（煎蛋卷）菌毒污染机制的实验研究》（スパスカヤに於けるパラチフスB型菌性食中毒検索例 : 竝原因食(オムレツ)の菌毒汚染動機に関する実験的研究）获医学博士学位。
早在1931年起，梶塚隆二就开始积极主张将细菌作为武器。从此时起就与石井四郎等人一起讨论关于“资源短缺的⽇本如何运⽤细菌武器去进⾏战争”的方案。1936年任⽇本陆军省军医科长时，他参与促成建⽴和编成专门的细菌战部队。梶塚隆二私下与石井四郎关系很好，极力举荐和批准后者担任731部队的部队长。1937年（昭和12年）3月1日转任支那驻屯军军医部长，8月2日升任军医少将，26日出任第二军军医部长。1938年（昭和13年）12月10日转任朝鲜军军医部长，1939年（昭和14年）12月1日转任满洲关东军军医部长，负责总体领导731部队的科学研究工作，具体包括研究和培养细菌以及细菌的传播媒体、各类此前较少研究的传染病等。1940年（昭和15年）晋升陆军军医总监，8月1日升任陆军中将。

### 战后
因曾统辖监督731部队，梶塚隆二战后被苏联红军俘获。1948年（昭和23年）1月31日，他被暂时禁止担任公职。在伯力审判中，梶塚隆二作为12名被告之一，由律师⼭尼科夫进行辩护。
自1949年10月23日起，梶塚隆二接受了多轮庭审。12月8日更是与证⼈松村知胜进行当庭对质。之后又在12月26日晚上进行了正式公审。梶塚隆二在法庭上辩称自己是在关东军内任职后才知道石井四郎在军队中的细菌研制工作，并表示自己并为积极参加这些罪行。在审讯中梶塚隆二经常闪烁其词，言语前后自相矛盾。苏联公诉人谴责梶塚隆二在审判中不光美化731部队的行径，还将细菌战的责任都推卸给731部队的前后两位负责人石井四郎以及北野政次。陆军大将山田乙三出庭作证梶塚隆二早在⽇本陆军省军医署卫⽣科长的时候，就积极协助成⽴特种秘密细菌部队以便准备细菌战。并表示正是由于梶塚隆二的推荐和帮助，石井四郎才得以成为731部队的负责人。731部队实验员瀨越则出庭作证在梶塚隆二的领导下开展了对人体冻伤的研究等人体实验。1949年（昭和24年）12月30日，梶塚隆二与山田乙三、兽医中将高桥隆笃一同被判有期徒刑25年。
日苏恢复外交关系后，梶塚隆二等人于1956年12月被遣返回日本。1976年（昭和51年）5月3日死亡。

## 荣誉
- 1940年（昭和15年）8月15日帝国开国2600周年纪念章[21]
- 1944年（昭和19年）3月30日-满洲国：勳一位柱国章[22]

## 脚注
1. ↑  王俊彦 (1996)，第237頁.
2. 1 2 3  田尻町史編纂委員会 (1983)，第507頁.
3. 1 2 3 4 5  福川秀樹 (2001)，第206頁.
4. 1 2 3 4 5 6  秦郁彦 (1991)，第42頁.
5. 1 2  外山操 (1981)，第540頁.
6. ↑  梶塚隆二 (1924).
7. 1 2  王俊彦 (2005)，第444頁.
8. 1 2 3  刘雅玲 & 龚积刚 (2004)，第144頁.
9. 1 2  王俊彦 (2005)，第441頁.
10. ↑  近藤昭二 (2011)，第5頁.
11. ↑  常石敬一 (1998).
12. ↑  総理庁官房監査課 (1949)，第210頁.
13. ↑  金成民 (2008)，第615頁.
14. ↑  金成民 (2008)，第611頁.
15. ↑  金成民 (2008)，第612頁.
16. ↑  金成民 (2008)，第613頁.
17. 1 2 3  王俊彦 (2005)，第442頁.
18. ↑  王俊彦 (2005)，第443頁.
19. ↑  郭晓晔 (2024)，第210-211頁.
20. ↑  Кузнецов (2019)，第161-162頁.
21. ↑  . 官報 (4438). 1941-10-23 （日语）.
22. ↑  . 亞洲歷史資料中心 （日语）.

### 图书
- 秦郁彦 (编).   初版. 東京大学出版会. 1991. ISBN 9784130360609 （日语）.
- 田尻町史編纂委員会.  . 1983. OCLC 47536347 （日语）.
- 福川秀樹 (编).  . 芙蓉書房出版. 2001. ISBN 4829502738. OCLC 46814317 （日语）.
- 外山操 (编).  . 芙蓉書房出版. 1981. ISBN 4829500026 （日语）.
- 総理庁官房監査課 (编).  .  . 日比谷政経会. 1949. OCLC 673171560 （日语）.
- 郭晓晔. . 中国专业作家纪实文学典藏文库. 北京: 中国盲文出版社. ISBN 7-5002-0958-4 （中文（中国大陆））.
- 金成民. . 哈尔滨: 黑龙江人民出版社. 2008. ISBN 9787207079084 （中文（中国大陆））.
- 刘雅玲; 龚积刚. . 长沙: 湖南人民出版社. 2004-09. ISBN 978-7-5438-3763-8 （中文（中国大陆））.
- 王俊彦. . 北京: 中国文史出版社. 2005. ISBN 9787503416743 （中文（中国大陆））.
- 王俊彦.  1. 中國: 內蒙古人民出版社. 1996. ISBN 9787204032839 （中文（中国大陆））.
- Кузнецов, Д. В. . Благовещенск: Издательство БГПУ. 2019. ISBN 978-5-8331-0420-0 （俄语）.

### 期刊
- 近藤昭二.  (PDF). 15年戦争と日本の医学医療研究会会誌 (15年戦争と日本の医学医療研究会). 2011-12, 12 (1). ISSN 1346-0463 （日语）.
- 常石敬一. . 季刊中國歸還者聯絡會. 1998-12, (7) （日语）.
- 梶塚隆二. . 国立国会図書館. 1924 （日语）.

## 扩展阅读
- 豊原亮.  . 宮城県医師会報 (宮城県医師会). 1973-02, (331) （日语）.